# Giovanni Lombardi Stronati
Giovanni Lombardi Stronati est un avocat italien né le 18 mars 1963. 
Il est aussi le président du club italien de l'AC Sienne, qui évolue en Serie A. Giovanni Lombardi Stronati est connu pour être un grand tifoso (supporter) de la Roma. Il a fait parler de lui pour avoir proposé à Ronaldo de l'engager et le payer 100 000 euros par but marqué.